# 心即理
心即理（しんそくり）は、宋明理学における命題の一つ。心こそ理であるとする。中国南宋の陸象山や明の王陽明が定義した。
人間は、生まれたときから心と理（体）は一体であり、心があとから付け加わったものではない。その心が私欲により曇っていなければ、心の本来のあり方が理と合致するので、心の外の物事や心の外の理はない。よって、心は即ち理であると主張した。
朱子学のように心と性とを分別しないのが特徴である。朱子学では聖人は学問の研鑽と静坐により達成した人であったが、陽明学では「満街の人みな是れ聖人」（街中の人すべてが聖人）というように、すべての人が本来的に聖人であるとし、その心の良知を静坐により発揮しさえすれば（致良知）、それが聖人の証であるとした。
心即理説は人間そのものを認めるため、やがて人間の心が持つ欲望をそのまま肯定するようになる。王学左派、李贄（卓吾）がその代表的人物であり、彼は外的な規範をすべて否定し孔子をも批判するにいたった。また、すべての人に聖人となる可能性を認めたため、儒学を士大夫の学ではなく、庶民の地平にまで広げた。このため陽明学は反体制を擁護する思想となっていくのである。